# Platyceps gracilis
Espèce
Synonymes
- Zamenis gracilis Günther, 1862
- Coluber gracilis (Günther, 1862)

Statut de conservation UICN

 DD  : Données insuffisantes
Platyceps gracilis est une espèce de serpents de la famille des Colubridae.

## Répartition
Cette espèce est endémique d'Inde. Elle se rencontre dans les États de Gujarat, Madhya Pradesh et Maharashtra.

## Description
Le dos de Platyceps gracilis est vert olive tirant sur le jaunâtre. Une série de taches rondes de couleur brune cerclées de noir est présente sur la moitié antérieure du corps et s'estompant vers la partie postérieure.

## Étymologie
Son nom d'espèce, du latin gracilis, « gracile, fin », lui a été donné en raison de la finesse de son corps.

## Publication originale
- Günther, 1862 : On new species of snakes in the collection of the British Museum. Annals and Magazine of Natural History, sér. 3, vol. 9, p. 124-132 (texte intégral).